# Saint-Denis-de-Palin
Saint-Denis-de-Palin è un comune francese di 343 abitanti situato nel dipartimento del Cher, nella regione del Centro-Valle della Loira.

## Società

### Evoluzione demografica
Abitanti censiti